# Калфа године
У европској традицији шегртовања, калфа године, познате и као   и  , колоквијално  , представља време путовања у трајању од неколико година након завршеног шегртовања за занатлије.

## Историјат
У средњем веку и ренесанси, када је систем еснафа још увек контролисао професије и занате у визуелним уметностима, Wanderjahre узимали су и сликари, зидари–архитеке и златари, био је важан за преношење уметничког стила широм Европе. Развој касномодерних нација и њихових граница унутар Европе није много утицао на традицију калфе све до 19. века.
Традиција датира из средњег века и присутна је у Француској, Скандинавији и земљама немачког говорног подручја. Обично три године и један дан је минимални период за приправника калфе. Занати у којима се та традиција задржала и данас обухватају покривање кровова, обраду метала, дрворезбарство, столарију, производњу млинара и музичких инструмената (укључујући и оргуље).
Док су калфа године оригиналне за занатлије, концепт се проширио и на друге професије. Као такав, свештеник би могао да крене на дуже путовање да би истраживао библиотеке манастира широм Европе и стекао шира знања и искуства.
Путничке књиге или Wanderbücher представљају значајан истраживачки извор који показују путеве миграција у раном периоду индустријализације у Европи. Путеви калфа често показују границе језика и религије које су ометале путовање занатлија Walz.